# ŠK Slavoj Poruba
ŠK Slavoj Poruba je český šachový klub se sídlem v Ostravě-Porubě. Po jednoroční účasti v sezóně 2004/05 je od sezóny 2011/12 pravidelným účastníkem Šachové extraligy, když se mu 2x podařilo obsadit 7. místo. V sezóně 2004/05 hrál pod názvem ŠK Slavoj Ostrava a od sezóny 2011/12 se družstvo v extralize jmenuje ŠK Slavoj Ostrava-Poruba.

## Přehled výsledků

### Česká šachová extraliga
| Soutěž                  | Sezóna  | Poř | P/S    | Z  | V  | R | P  | BZ | BP   | VP |
| ----------------------- | ------- | --- | ------ | -- | -- | - | -- | -- | ---- | -- |
| 1. moravskoslezská liga | 2000/01 | 7.  |        | 11 | 3  | 3 | 5  | 12 | 44,0 |    |
| 1. moravskoslezská liga | 2001/02 | 4.  |        | 11 | 5  | 3 | 3  | 13 | 41,0 |    |
| 1. moravskoslezská liga | 2002/03 | 2.  |        | 11 | 9  | 1 | 1  | 19 | 55,5 |    |
| 1. moravskoslezská liga | 2003/04 | 1.  | postup | 11 | 8  | 3 | 0  | 19 | 57,0 | 37 |
| Extraliga               | 2004/05 | 12. | sestup | 11 | 0  | 0 | 11 | 0  | 26,5 | 7  |
| 1. liga - východ        | 2005/06 | 6.  |        | 11 | 4  | 4 | 3  | 16 | 47,5 | 31 |
| 1. liga - východ        | 2006/07 | 9.  |        | 11 | 3  | 2 | 6  | 11 | 41,0 | 22 |
| 1. liga - východ        | 2007/08 | 5.  |        | 11 | 6  | 1 | 4  | 19 | 51,5 | 35 |
| 1. liga - východ        | 2008/09 | 2.  |        | 11 | 7  | 2 | 2  | 23 | 53,5 | 36 |
| 1. liga - východ        | 2009/10 | 5.  |        | 11 | 5  | 1 | 5  | 16 | 47,5 | 27 |
| 1. liga - východ        | 2010/11 | 1.  | postup | 11 | 10 | 1 | 0  | 31 | 57,0 | 41 |
| Extraliga               | 2011/12 | 9.  |        | 11 | 4  | 0 | 7  | 12 | 34,0 | 19 |
| Extraliga               | 2012/13 | 10. |        | 11 | 3  | 0 | 8  | 9  | 39,5 | 18 |
| Extraliga               | 2013/14 | 7.  |        | 11 | 3  | 1 | 7  | 10 | 40,0 | 18 |
| Extraliga               | 2014/15 | 8.  |        | 11 | 3  | 4 | 4  | 13 | 44,5 | 20 |
| Extraliga               | 2015/16 | 7.  |        | 11 | 4  | 2 | 5  | 14 | 42,5 | 17 |
| Extraliga               | 2016/17 | 4.  |        | 11 | 6  | 1 | 4  | 19 | 46,0 | 19 |
| Extraliga               | 2016/17 | 5.  |        | 11 | 7  | 0 | 4  | 21 | 48,0 | 24 |

## Hráči
Za šachový klub hráli Extraligu velmistři:
- Piotr Bobras,  Vjačeslav Dydyško,  Krzysztof Jakubowski,  Vasilios Kotronias,  Alexander Miśta

mezinárodní mistři:
- Robert Cvek,  Ladislav Dobrovolský,  David Kaňovský,  Lukáš Klíma,  Karel Malinovský,  Piotr Murdzia,  Vlastimil Neděla,  Jan Sosna